# Antonio Pizzuto
Antonio Pizzuto (14 mai 1893 à Palerme - 23 novembre 1976 à Rome) était un écrivain sicilien. Il publie son premier roman à 66 ans, Signorina rosina (1959), qui l'impose directement comme l'un des maîtres de la néo-avant-garde expérimentale.

## Biographie
Né à Palerme, Antonio Pizzuto fait carrière dans l'administration, il a été préfet de police et président de la commission internationale de police criminelle. Il traduit les classiques latins et grecs, ainsi que Kant et d'autres philosophes. Signorina Rosina démonte le roman traditionnel, l'histoire est très simple : Compiuta, modeste dactylographe, a un amant, Bibi, obligé par son métier à de fréquents déplacements. Pizzuto n'exploite pas le thème de l'adultère, il s'intéresse aux obligations monotones et quotidiennes de Compiuta et dérive sur une méditation de plus en plus abstraite sur le temps, l'amour, l'éternel et l'éphémère. Le roman suivant, On répare les poupées (1960), aboutit à la même abstraction en s'inspirant d'éléments autobiographiques.
Par la suite Pizzuto a accentué son refus de la littérature traditionnelle. Il opposait la « narration » au « récit », seule la première peut saisir le flux continu de l'existence, tandis que l'autre se borne à une représentation chronologique et à une représentation naturaliste qu'il trouve dépassés. Il n'utilise pas le présent ou le passé simple mais l'imparfait, qui crée une vague durée. L'univers de ses romans évince le « moi ».

## Citation
- « La narration triomphe de l'absurdité de traduire l'action en représentations puisqu'elle reconnaît que le fait est une abstraction. »

## Œuvres
- Le triporteur et autres proses, Lausanne : L'Âge d'homme, 1987. (OCLC 19465653)
- On répare les poupées   , Paris : Gallimard 1964.
- Signorina Rosina, Paris: Gallimard 1965. (OCLC 16765944)